# Dora Richter
Dora "Dorchen" Richter (1891-1966) fue la primera persona conocida en someterse a una cirugía de afirmación de género de hombre a mujer. Fue una de las personas transgénero al cuidado del pionero de la investigación sexual Magnus Hirschfeld, en el Instituto de Investigación Sexual de Berlín (Institut fur Sexualwissenchaft), durante la década de 1920 y principios de 1930. Se sometió a la extirpación quirúrgica de los testículos en 1922, seguida en 1931 por la extirpación del pene y la vaginoplastia.

## Biografía
Nació en 1891 dentro de una familia granjera en Erzgebirge (Montes Metálicos), en la frontera de lo que hoy es Alemania y la República Checa, con el nombre de Rudolf Richter. Existe poca información sobre su infancia, salvo que su disforia de género parece haber sido intensa desde temprana edad e insistió tanto en su feminidad que sus padres le permitieron vivir como una niña y, según los registros médicos, intentó extirparse el pene con un torniquete al menos una vez cuando tenía seis años.
Al llegar a la edad adulta, Richter, había comenzado a llamarse "Dora", dejó su hogar rural y viajó hasta Berlín, ahí trabajó temporalmente como mesero en varios hoteles de clase alta, y donde por temporadas vivía como ella misma. Sin embargo, su doble vida tuvo peligros, incluso en la era permisiva de la República de Weimar, Dora fue arrestada repetidamente por usar vestidos en público y obligada a cumplir sus condenas en prisiones para hombres.  Para 1920, después de uno de esos arrestos, un juez comprensivo de su situación, entregó a Richter al cuidado del Dr. Magnus Hirschfeld, considerado el padre de la atención médica transgénero; quien le brindó empleo en el Instituto de Investigación Sexual, el primer instituto moderno de investigación para la salud queer y transgénero, ubicado en el parque Tiergarten de Berlín. Hirschfeld, un hombre judío gay, se había establecido en las dos décadas anteriores como uno de los principales investigadores de las identidades gay y transgénero, siendo pionero en su investigación junto con cirujanos y psicólogos como Eugen Steinach y Arthur Kronfeld, muchos de los cuales llegaron a trabajar como residentes o becarios visitantes desde la fundación del Instituto.  Acerca del cómo Dora llegó al Instituto, "Rainer Herrn, profesor titular del Instituto de Historia de la Medicina y Ética en la Medicina del Hospital Universitario Charité de Berlín, dice que su visita probablemente fue motivada por ver una película popular que presenta el trabajo de Eugen Steinach... pionero en el estudio de las hormonas sexuales que, en un experimento, había trasplantado los testículos de un conejillo de indias macho a una hembra. 'La película proponía la idea revolucionaria de que los animales pueden transformarse de un sexo a otro'".
En el Instituto, Dora contó con un “pase de travesti”, documento oficial basado en la opinión médica, que permitía la libertad de vestimenta y el presentarse como mujer en público. Trabajó ahí durante diez años como empleada doméstica, mientras el equipo médico evaluaba las necesidades hacia su transición. Para la época aún era difícil que personas que no se identificaban con su género de nacimiento consiguieran trabajo, por lo que el Instituto de Investigación empleó a varias de sus pacientes.  Dora formó parte del equipo de mujeres trans que componían el personal esencial de limpieza; incluyendo a la pintora Toni Ebel y Charlotte Charlaque, quien trabajaba como recepcionista del Instituto. Juntas, fueron sujetos de prueba para los primeros pasos hacia la cirugía de vaginoplastia moderna, "mujeres lo suficientemente valientes y desesperadas como para entregar sus cuerpos a la ciencia para tener la oportunidad de una nueva vida".  A principios de la década de 1930, la paciencia de estas mujeres dio sus frutos y comenzaron las primeras cirugías de reafirmación completas.

## Cirugía de afirmación de género
La primera cirugía de afirmación de género documentada fue realizada en Dora, se sometió a una orquiectomía (similar a una castración) en 1922, realizada por el Dr. Erwin Gohrbandt.  Su experiencia sirvió para continuar con el desarrollo de los estudios realizados por el Dr. Eugen Steinach, quien inició la investigación acerca de los testículos y la testosterona durante la década de 1910: "ayudó a identificar cómo las hormonas influyen en la sexualidad y el cuerpo humano... a desarrollar sus teorías sobre cómo la falta de testosterona podría alterar la distribución de la grasa corporal de un 'hombre' y la cirugía de Dora brindó la oportunidad de estudiar dichos efectos... como escribió más tarde el sexólogo forense del Instituto, Félix Abraham, en los años posteriores a su primera cirugía, el cuerpo de Dora 'se volvió más lleno, el crecimiento de la barba disminuyó, el crecimiento de los senos se volvió notorio y también la grasa de la pelvis... formas más femeninas'.”
Durante la siguiente década, el equipo quirúrgico de Hirschfeld perfeccionó sus teorías y técnicas. Transcurrieron nueve años para que Dora fuera sometida a una penectomía y vaginoplastia, en 1931, siendo así la primera paciente en someterse a esta cirugía, con la construcción de un aparato femenino exitosa: "Aunque no queda claro cuándo se llevó a cabo cada procedimiento, se cree que Dora recibió una de las primeras reafirmaciones completas... cuando tenía 40 años".

## Últimos años
De acuerdo con las fuentes el 6 de mayo de 1933 las tropas nazis y estudiantes fanáticos irrumpieron en el Instituto de Ciencias Sexuales, invadieron y destruyeron, libros e investigaciones, "todos los rastros históricos de la vida de Dora terminan con la muerte del Instituto". Aunque pudo escapar lograría escapar a Checoslovaquia, siendo expulsada en 1946 durante la expulsión de alemanes de Checoslovaquia a Baviera donde fallecería en 1966. 